# 人民委员会全国理事会
人民委员会全国理事会（法語：Conseil national des comités populaires，缩写为CNCP）是马提尼克的一个极左翼政党。该党成立于1983年8月28日。该党的意识形态是民族主义、反资本主义，曾受毛主义影响。该党主张马提尼克独立。该党的主席是约瑟特·马索林，发言人是罗伯特·塞。该党的总部位于法兰西堡。该党曾是圣保罗论坛的成员。